# 로버트 자스트로
로버트 자스트로(Robert Jastrow, 1925년 9월 7일~2008년 2월 8일)는 미국의 천문학자이자 행성 물리학자였다. 그는 NASA의 과학자이자 포퓰리스트 작가이며며 미래 학자였다. 과학자의 겸손을 교훈한 무지의 산에 대한 유명한 비유를 남겼다.
자스트로트는 컬럼비아 대학에 입학하여 대학 및 대학원에서 1948년 이론 물리학 박사 학위를 받았다. 이후 1958년 NASA에 합류했다. 그는 아폴로 달 착륙 동안 달의 과학 탐구에 주도적 역할을 했으며 NASA의 달 탐사위원회의 초대 회장이었다. 동시에 그는 NASA의 우주연구부서의 수석위원(1958-61)이었다. 빅뱅 이론의 발견으로 만약 우주의 시작이 있다면 창조주 또한 존재할 것이라고 했다.

## 무지의 산
과학과 신학의 관계에 대한 로버트 자스트로의 일화를 소개한다.
| “ | 이성의 힘으로 자신의 믿음에 따라서(by his faith in the power of reason) 살아가는 과학자들은 무지의 산(the mountains of ignorance)을 측정하려고 마지막 산위에 있는 바위위에 막 오르려는 순간 이미 수세기전에 그곳에 먼저와서 앉아있는 신학자들의 무리에 의해서 환영을 받는다는 유명한 이야기를 전한다. | ” |
|   | — 로버트 자스트로 , The Enchanted Loom: Mind in the Universe, (1981), p. 19. |   |

2008년 2월 8일 버지니아주 알링턴의 자택에서 82세를 일기로 숨졌다.

## 같이 보기
- 과학과 신학의 관계
- 로저 펜로즈